# Горња Црнишава
Горња Црнишава је насеље у Србији, у општини Трстеник, у Расинском округу. Према попису из 2022. било је 297 становника (према попису из 1991. било је 498 становника).

## Демографија
У насељу Горња Црнишава живи 354 пунолетна становника, а просечна старост становништва износи 43,2 година (41,4 код мушкараца и 45,1 код жена). У насељу има 117 домаћинстава, а просечан број чланова по домаћинству је 3,67.
Ово насеље је великим делом насељено Србима (према попису из 2002. године), а у последња три пописа, примећен је пад у броју становника.
|  |

| Демографија | Демографија | Демографија |
| Година      | Становника  | Становника  |
| ----------- | ----------- | ----------- |
| 1948.       | 682         |             |
| 1953.       | 659         |             |
| 1961.       | 637         |             |
| 1971.       | 561         |             |
| 1981.       | 581         |             |
| 1991.       | 498         | 458         |
| 2002.       | 430         | 489         |

| Етнички састав према попису из 2002.‍ | Етнички састав према попису из 2002.‍ | Етнички састав према попису из 2002.‍ | Етнички састав према попису из 2002.‍ | Етнички састав према попису из 2002.‍ |
| ------------------------------------ | ------------------------------------ | ------------------------------------ | ------------------------------------ | ------------------------------------ |
|                                      |                                      |                                      |                                      |                                      |
| Срби                                 | Срби                                 |                                      | 425                                  | 98,83%                               |
| Мађари                               | Мађари                               |                                      | 1                                    | 0,23%                                |
| Македонци                            | Македонци                            |                                      | 1                                    | 0,23%                                |
| непознато                            | непознато                            |                                      | 3                                    | 0,69%                                |

| Година пописа     | 1948. | 1953. | 1961. | 1971. | 1981. | 1991. | 2002. |
| ----------------- | ----- | ----- | ----- | ----- | ----- | ----- | ----- |
| Број домаћинстава | 116   | 123   | 134   | 122   | 136   | 119   | 117   |

| Број чланова      | 1  | 2  | 3  | 4  | 5  | 6  | 7 | 8 | 9 | 10 и више | Просек |
| ----------------- | -- | -- | -- | -- | -- | -- | - | - | - | --------- | ------ |
| Број домаћинстава | 21 | 16 | 18 | 21 | 17 | 18 | 5 | 0 | 0 | 1         | 3,68   |

| Пол    | Укупно | Неожењен/Неудата | Ожењен/Удата | Удовац/Удовица | Разведен/Разведена | Непознато |
| ------ | ------ | ---------------- | ------------ | -------------- | ------------------ | --------- |
| Мушки  | 189    | 51               | 125          | 10             | 3                  | 0         |
| Женски | 178    | 17               | 125          | 36             | 0                  | 0         |
| УКУПНО | 367    | 68               | 250          | 46             | 3                  | 0         |

| Пол    | Укупно                    | Пољопривреда, лов и шумарство | Рибарство                            | Вађење руде и камена | Прерађивачка индустрија       |
| ------ | ------------------------- | ----------------------------- | ------------------------------------ | -------------------- | ----------------------------- |
| Мушки  | 118                       | 59                            | 0                                    | 0                    | 29                            |
| Женски | 46                        | 27                            | 0                                    | 0                    | 13                            |
| УКУПНО | 164                       | 86                            | 0                                    | 0                    | 42                            |
| Пол    | Производња и снабдевање   | Грађевинарство                | Трговина                             | Хотели и ресторани   | Саобраћај, складиштење и везе |
| Мушки  | 0                         | 1                             | 11                                   | 0                    | 4                             |
| Женски | 0                         | 0                             | 2                                    | 0                    | 1                             |
| УКУПНО | 0                         | 1                             | 13                                   | 0                    | 5                             |
| Пол    | Финансијско посредовање   | Некретнине                    | Државна управа и одбрана             | Образовање           | Здравствени и социјални рад   |
| Мушки  | 0                         | 8                             | 1                                    | 0                    | 0                             |
| Женски | 0                         | 0                             | 0                                    | 1                    | 0                             |
| УКУПНО | 0                         | 8                             | 1                                    | 1                    | 0                             |
| Пол    | Остале услужне активности | Приватна домаћинства          | Екстериторијалне организације и тела | Непознато            | Непознато                     |
| Мушки  | 0                         | 0                             | 0                                    | 5                    | 5                             |
| Женски | 1                         | 0                             | 0                                    | 1                    | 1                             |
| УКУПНО | 1                         | 0                             | 0                                    | 6                    | 6                             |